# Horn (Hunsrück)

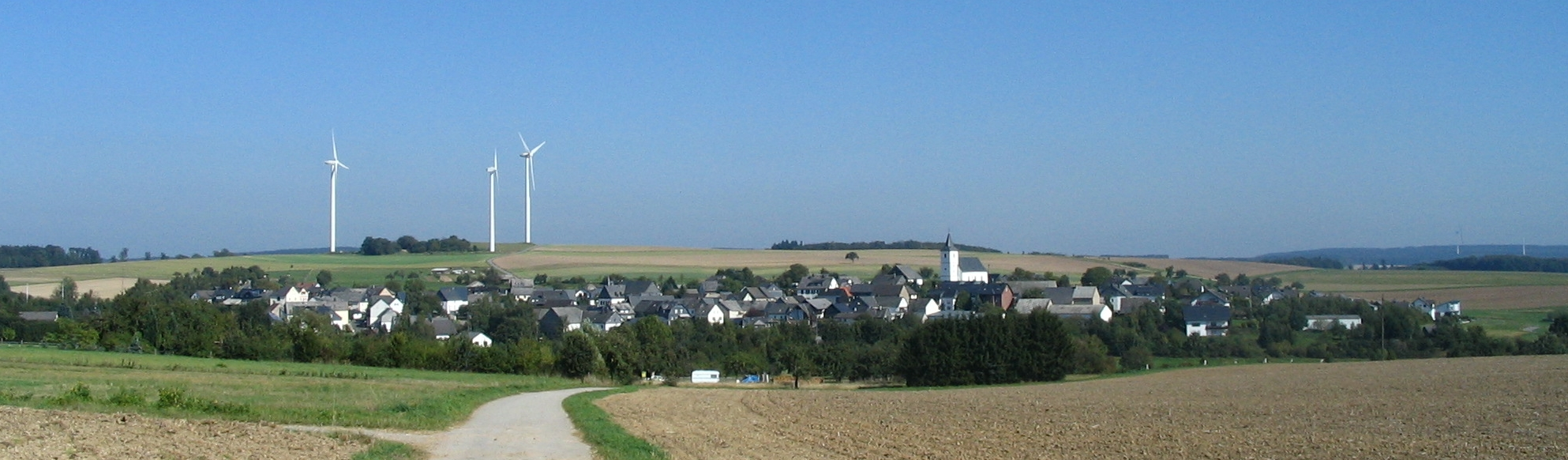
Horn aus westlicher Richtung

Horn ist eine Ortsgemeinde im Rhein-Hunsrück-Kreis in Rheinland-Pfalz. Sie gehört der Verbandsgemeinde Simmern-Rheinböllen an.

## Lage
Horn liegt abseits größerer Straßen mitten im Hunsrück nördlich von Simmern, das über die Kreisstraße 39 und die Landesstraße 218 erreicht wird. In die Gegenrichtung führt die L 218 nach Kastellaun und zur Hunsrückhöhenstraße, der Bundesstraße 327.

## Geschichte
Horn wird im 12. Jahrhundert im Zusammenhang mit einem gleichnamigen Adelsgeschlecht in einer Schenkung an das Augustinerchorherrenstift Ravengiersburg durch Gertrud von Honrein genannt. Die Urkunde von 1135 und deren Bestätigung durch Kaiser Friedrich Barbarossa im Jahre 1166 werden in der Literatur als Fälschungen des Archivars Georg Friedrich Schott angesehen, jedoch findet sich im Lagerbuch des Klosters aus dem Jahre 1600 ein Regest dieser Urkunde, sodass davon ausgegangen werden kann, dass sie tatsächlich existierte.
In der Nähe von Horn befinden sich Reste einer mittelalterlichen Turmhügelburg (Motte), der  sogenannten Horner Burg. Dabei könnte es sich um den Sitz dieses Geschlechtes handeln. 1567 verkauft Johann von Koppenstein die Reste der Burg an Meinhard von Schönberg, der auch um Riegenroth Besitz hatte. Im 17. Jahrhundert wird die Koppensteinische alte verfallene Burg genannt. Der Distrikt hieß noch im 19. Jahrhundert Horner Burgfrieden.
Horn gehörte im 12. Jahrhundert zusammen mit Laubach und Bubach zum unmittelbaren Reichsgut. Im 13. Jahrhundert war der Ort mit Wällen und Gräben umgeben und wurde daher auch als Veste bezeichnet. Horn (Hohenrein) wird 1302 an die Grafen von Sponheim verpfändet und gelangt danach an die Pfalzgrafen. 1367 erhält Horn eingeschränkte Stadtrechte verliehen. 1410 kommt der Ort zum neu entstandenen Fürstentum Simmern und ab 1673 wieder zu Kurpfalz.
Mit der Besetzung des Linken Rheinufers 1794 durch französische Revolutionstruppen wird der Ort französisch, 1815 wird er auf dem Wiener Kongress dem Königreich Preußen zugeordnet.
Seit 1946 ist der Ort Teil des damals neu gebildeten Landes Rheinland-Pfalz.
W. O. von Horn-Museum
Für den großen Sohn des Ortes gibt es seit Mai 2013 in der Hauptstraße 11 ein von privater Seite betriebenes W. O. von Horn-Museum, das zudem über historische örtliche Kulturgüter und die frühere Glanrind-Zucht im Hunsrück informieren will. Die Straße mit dem unter Denkmalschutz stehenden Geburts-Pfarrhaus und Kirche wurde nach Wilhelm Örtel benannt.

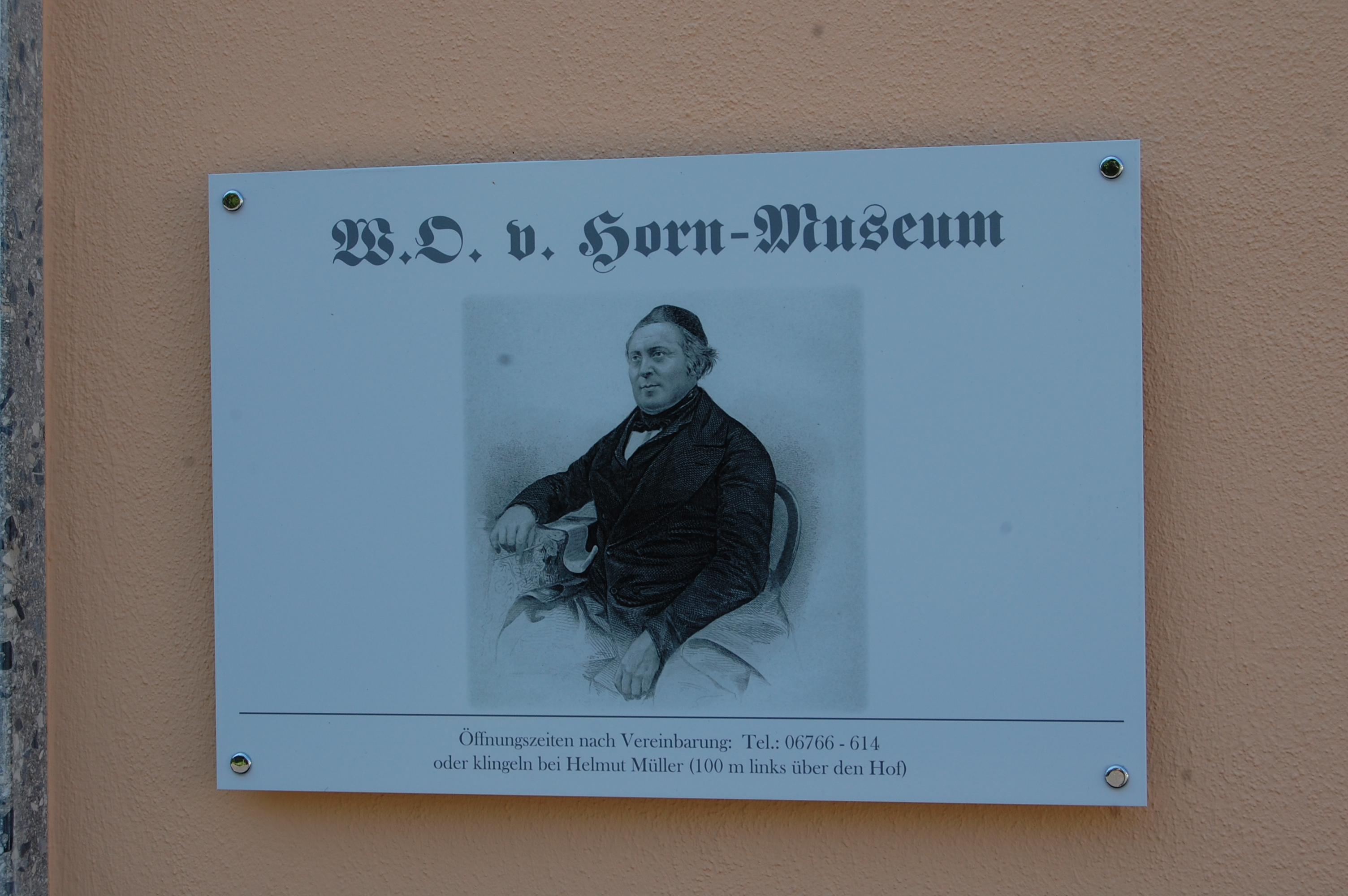
W.O.von Horn-Museum

Statistik zur Einwohnerentwicklung
Die Entwicklung der Einwohnerzahl der Gemeinde Horn, die Werte von 1871 bis 1987 beruhen auf Volkszählungen:
| Jahr | Einwohner |
| 1815 | 300       |
| 1835 | 430       |
| 1871 | 393       |
| 1905 | 329       |
| 1939 | 318       |

| Jahr | Einwohner |
| 1950 | 340       |
| 1961 | 318       |
| 1970 | 286       |
| 1987 | 277       |
| 2005 | 360       |

## Kirche
Seit dem 1. Januar 2019 gehört Horn zur evangelischen Kirchengemeinde Zehn Türme. Diese bildete sich aus der Fusion der bis dahin selbstständigen Kirchengemeinden Bell-Leideneck-Uhler, Riegenroth, Gödenroth-Heyweiler-Roth und Horn-Laubach-Bubach.

## Politik

### Bürgermeister
Ortsbürgermeister ist Volker Härter. Bei der Kommunalwahl am 26. Mai 2019 wurde er mit einem Stimmenanteil von 77,42 % in seinem Amt bestätigt. Er wurde im Juni 2024 wiedergewählt.

## Mundart
Hunsrückisch heißt der Ort Hoore. Und die Kinder in der Umgebung wurden gefoppt mit der Frage: „Soll eich der die Hoorener Kii (Kühe) weise (zeigen)?“, um dann das Kind mit beiden Händen über die Ohren am Kopf zu fassen und so in die Höhe zu heben. Meist haben die Kinder dann schnell die Kühe gesehen. Die Horner Kühe weideten auf den Hängen rund um den Ort. Man konnte sie also gut sehen.

## Söhne und Töchter der Gemeinde
- W. O. von Horn (1798–1867), eigentlich Friedrich Wilhelm Philipp Oertel, deutscher Schriftsteller
- Richard Oertel (1860–1932), Pfarrer und deutscher Politiker (NLP; DVP).
- Walter Augustin (1936–2020), Ortsbürgermeister von Horn (1979 bis 2005)